# Arcangeloscia longistyla
Arcangeloscia longistyla är en kräftdjursart som beskrevs av Franco Ferrara och Helmut Schmalfuss 1983. Arcangeloscia longistyla ingår i släktet Arcangeloscia och familjen Philosciidae. Inga underarter finns listade i Catalogue of Life.